# Kameno
Kameno (en búlgaro: Камено) es una ciudad de Bulgaria, capital del municipio homónimo en la provincia de Burgas.

## Geografía
Se encuentra a una altitud de 23 m s. n. m. a 429 km de la capital nacional, Sofía.

## Demografía
Según estimación 2012 contaba con una población de 5217 habitantes.
|         | 2004  | 2005  | 2006  | 2007  | 2008  | 2009  | 2010  |
| Mujeres | 2 586 | 2 565 | 2 534 | 2 526 | 2 507 | 2 512 | 2 489 |
| Varones | 2 406 | 2 389 | 2 370 | 2 356 | 2 337 | 2 336 | 2 295 |
| Total   | 4 992 | 4 954 | 4 904 | 4 882 | 4 844 | 4 848 | 4 784 |